# Iefrossínia Zénkova
Iefrossínia Savelievna Zénkova (en rus: Ефросинья Савельевна Зенькова) (Uixali, RSS de Belarús, 22 de desembre de 1923 – Vítebsk, 19 d'abril de 1984) va ser una activista política i partisana belarussa, que exercí de secretària dels Joves Venjadors, organització de resistència clandestina del Komsomol durant la Segona Guerra Mundial. L'1 de juliol de 1958, després de la guerra, va ser declarada Heroïna de la Unió Soviètica per decret del Soviet Suprem de la Unió Soviètica.

## Infància i joventut
Zénkova va néixer el 22 de desembre de 1923 a la petita localitat rural d'Uixali, governació de Vítebsk, a l'RSS de Belarús (actualment a l'óblast de Vítebsk de Belarús), en el si d'una família de pagesos belarussos. Després d'acabar l'escola secundària va assistir a una escola vocacional, abans de treballar com a modista en una fàbrica de roba de Vítebsk. Més tard va començar a estudiar a l'Escola Tècnica de Roba local, però l'edifici de l'escola va ser bombardejat per la Luftwaffe alemanya el dia de les avaluacions dels estudiants.

## Segona Guerra Mundial
Després de la invasió alemanya de la Unió Soviètica l'estiu de 1941 va treballar inicialment en activitats de defensa civil, rescatant a persones d'edificis esfondrats i retirant projectils sense detonar de carrers i teulades. Quan la ciutat va ser envoltada per forces enemigues, no se'n va anar immediatament, ja que estava ajudant a altres persones amb l'evacuació. Quan va tractar d'escapar de la ciutat cap a territori controlat pels soviètics, els alemanys la van detenir, però va aconseguir escapar de la seva custòdia. Després es va escapar en un viatge d'una setmana al petit poble on va néixer. Poc després d'arribar a la seva ciutat natal, les forces alemanyes van prendre el control de l'àrea i van començar a apoderar-se de les propietats dels vilatans, especialment aliments i bestiar. Si bé volia unir-se a les files del destacament partisà que porta el nom del mariscal Kliment Voroixílov, del qual el seu germà era membre, el març de 1942 el comissari polític del destacament li va demanar que formés una cèl·lula del Komsomol prop d'un encreuament ferroviari d'importància estratègica, a la localitat belarussa d'Óbol (óblast de Vítebsk), a cinc quilòmetres d'Uixali per a proporcionar-los informació sobre les activitats militars alemanyes a la zona. Zénkova va estar d'acord i el comissari li va donar una llista de persones per a reclutar i fullets per a difondre entre ells. En aquell moment, ella només tenia 18 anys i molts dels nous reclutes eren adolescents encara més joves, de fet el membre més jove tenia només 15 anys, el grup va arribar a ser conegut com els Joves Venjadors (en rus: Юные мстители). A l'agost de 1943, una de les integrants del grup, Zinaïda Portnova, de 17 anys, va aconseguir treball a la cuina d'un menjador alemany i, posteriorment, va enverinar la sopa que estava preparant, matant a desenes de soldats enemics.
Amb la finalitat d'espiar millor les activitats a l'encreuament ferroviari d'Óbol, va aconseguir un treball com a assistent d'un comptador a l'estació i un altre partisà, Nikolai Alekséiev, va trobar treball com a guardaespatlles de l'estació. Quan Alekséiev va descobrir un carregament de tancs en un dels trens, ràpidament va transferir la informació per la cadena de comandament a Moscou, i la Força Aèria Soviètica va enviar bombarders per a destruir el carregament. Els propis partisans també van participar directament en l'apilament d'armes i el sabotatge, provocant la col·lisió d'un tren ple de tropes de les SS amb un tren de reproveïment. Quan a Zénkova se li van proporcionar mines magnètiques, va trobar formes creatives d'ocultar-les per al lliurament, fins i tot enfornant una barra de pa per a evitar que la detectessin. Una mina que li havia donat a un partisà va ser col·locada sota l'automòbil d'un oficial d'alt rang de les SS i va acabar matant-lo a ell i a altres tres membres de les SS que viatjaven a l'automòbil. També van volar una planta d'energia, una fàbrica de maons, una estació de bombament, una fàbrica de processament de lli i van minar una carretera, a més de retirar trossos de vies de tren en àrees vitals. Després que el grup fos traït per un membre, es van produir arrestos massius; Zénkova va sobreviure perquè estava a Pòlatsk quan van començar els arrestos. Quan va tornar, Arkadi Barbaixov li va advertir del que estava succeint i els dos van aconseguir escapar per a unir-se a la 6a Brigada Partisana Lenin Sirotinsk. Com els alemanys no van poder trobar a Zénkova, van arrestar a la seva mare Marfa i la van executar en lloc de la seva filla com una forma de càstig col·lectiu.

## Postguerra
Després de la guerra, Zénkova va criar als tres fills d'un parent que havia mort en la guerra i el 1945 es va convertir en militant del Partit Comunista de la Unió Soviètica. Com a instructora al Comitè de Districte del Komsomol va ajudar en la reconstrucció de la ciutat que havia estat greument danyada durant la guerra. El 1967 va canviar de treball i va treballar en el centre de reclutament militar de la ciutat. Va ser una oradora pública ben popular, parlant en fàbriques, escoles i unitats militars. El 1958 va rebre el títol d'Heroïna de la Unió Soviètica i el 1976 el de Ciutadana d'Honor de Vítebsk. Va morir el 19 d'abril de 1984 a Vítebsk, a l'edat de 60 anys, i va ser enterrada al cementiri de Mazuria de la ciutat.

## Condecoracions
Al llarg de la seva vida va rebre les següents condecoracions:
- Heroïna de la Unió Soviètica (núm. 11112; 1 de juliol de 1958)
- Orde de Lenin (1 de juliol de 1958)
- Orde de l'Estrella Roja (15 d'agost de 1944)
- Medalla per la Victòria sobre Alemanya en la Gran Guerra Pàtria 1941-1945
- Medalla Commemorativa del 20è Aniversari de la Victòria en la Gran Guerra Pàtria de 1941-1945
- Medalla Commemorativa del 30è Aniversari de la Victòria en la Gran Guerra Pàtria de 1941-1945
- Ciutadana Honorífica de Vítebsk (1976)